# انتخاب گروهی

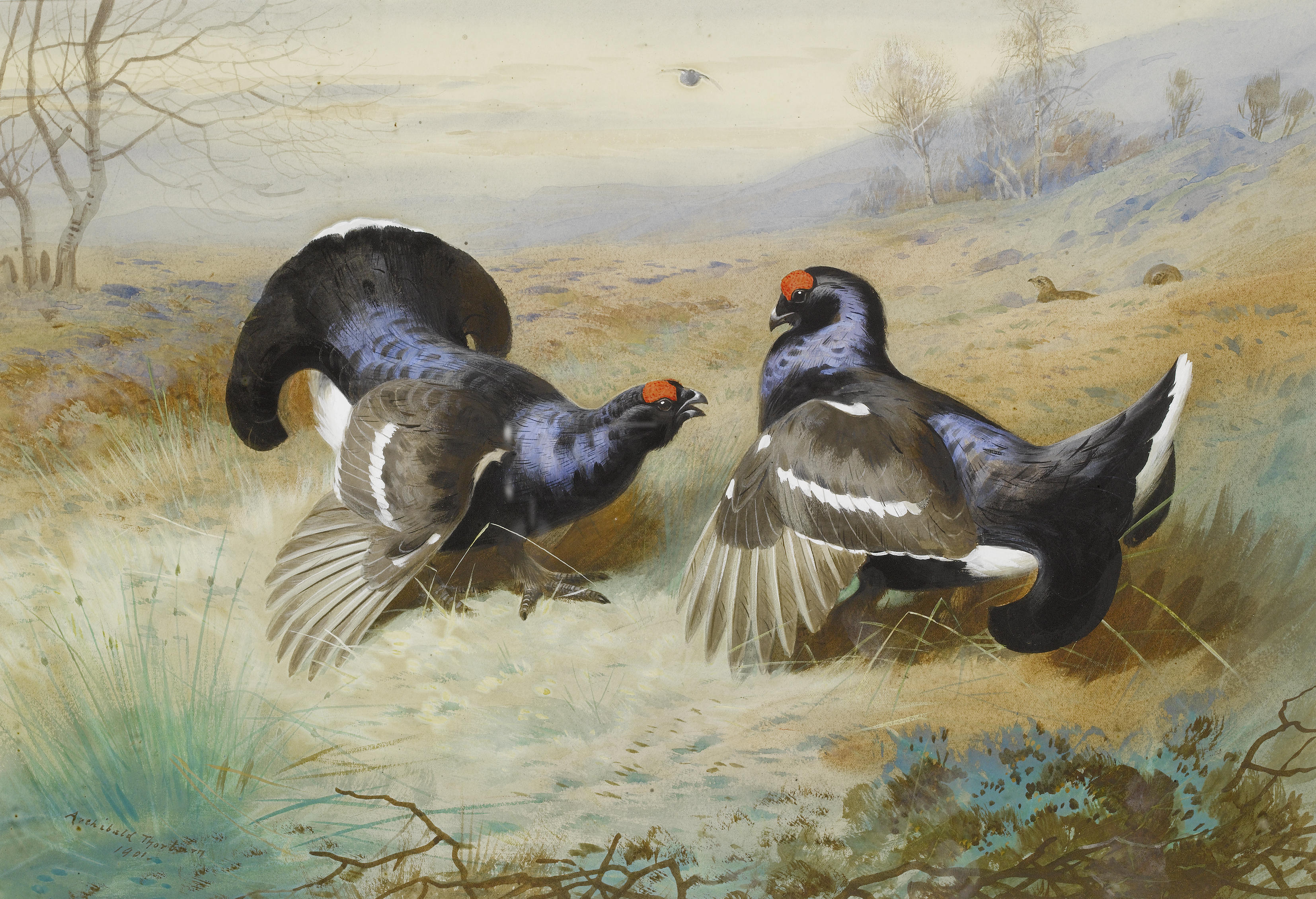
توضیحات اولیه رفتار اجتماعی، مانند نمایش جفت‌یابی خروس سیاه، از «خوبی گونه» سخن می‌گوید. خروس‌های سیاه در آبرنگ و بدنه لک اثر آرچیبالد توربرن، ۱۹۰۱.

انتخاب گروهی (به انگلیسی: Group selection)، سازوکار پیشنهادی فرگشتی است که در آن انتخاب طبیعی به جای اینکه در سطح فرد یا ژن باشد، در سطح گروه عمل می‌کند. انتخاب گروهی همچنین ممکن است به عنوان انتخابی تعریف شود که در آن صفات بر اساس سازگاری (بقا و موفقیت باروری) گروه‌ها تکامل می‌یابند یا از نظر ریاضی به عنوان انتخابی که در آن سازگاری کلی گروه بالاتر یا کمتر از میانگین ارزش‌های سازگاری اعضای فردی است. معمولاً گروه مورد انتخاب یک واحد اجتماعی منسجم کوچک است و تعاملات اعضا یکسان است. طبیعت نوع دوستانه نمونه‌هایی از رفتارهایی که به نظر می‌رسد بر انتخاب گروه تأثیر می‌گذارند عبارتند از شکار مشارکتی، مانند شیرها و سایر گوشتخواران اجتماعی. پرورش تعاونی کودکان، مانند فیل‌ها؛ و سیستم‌های هشدار درنده، مانند آنهایی که توسط سگ‌های دشتی و سنجاب‌های زمینی استفاده می‌شود. مطالعه انتخاب گروهی نقش مهمی در اطلاع‌رسانی سایر نظریه‌های انتخاب ایفا کرده و اهمیت رفتارهای نوع دوستانه مشاهده شده در حیوانات از جمله انسان را روشن کرده‌است. با این حال، از زمان معرفی آن در قرن نوزدهم توسط طبیعت‌شناس بریتانیایی، چارلز داروین بحث‌برانگیز بوده‌است. اغلب، رفتارهای ایثارگرانه سازگاری افراد انجام دهنده را به خطر می‌اندازد و احتمالاً شانس آنها را برای به جا گذاشتن فرزندان کاهش می‌دهد. داروین متوجه شد که این مسئله برای نظریه انتخاب طبیعی او مشکلی ایجاد می‌کند، که برای آن تولد و بقای فرزندان عامل تعیین‌کننده حیاتی موفقیت فرگشتی است.
چارلز داروین نوشته‌است هنگامی که دو قبیله از انسان‌های بدوی که در منطقهٔ واحدی زندگی می‌کنند با هم به رقابت بپردازند، اگر یکی از آن دو قبیله (به فرض برابری دیگر شرایط) تعداد بیشتری از اعضای شجاع، همدل و معتقد داشته باشد که همیشه در هنگام خطر آمادهٔ هشدار دادن به همگنان‌شان و دفاع از همدیگر باشند، بی‌شک امرش بهتر پیش می‌رود و بر دیگران غلبه می‌کند… مردمان خودخواه و مرافعه‌گر همبستگی ندارند، و بدون همبستگی، هیچ کاری پیش نمی‌رود. قبیله‌ای که ویژگی‌های بالا را در بالاترین درجه داشته باشد، کارش بهتر پیش می‌رود و بر دیگر قبایل برتری خواهد یافت؛ اما با نظر به کل تاریخ، با گذر زمان، این قبیله هم به نوبهٔ خود مغلوب قبیله‌های دیگری می‌شود که اعضایش وفاداری گروهی بیشتری دارند. در ایده داروین صراحتاً انتخاب گروهی به این معنا نبود که گروه‌های پیروز تخم خود را در گروه‌های مغلوب می‌پاشند، چنان‌که بتوان بسامد این تخم پراکنی را در فرا-جمعیت گروه‌ها محاسبه کرد. اشارهٔ داروین به قبایلی است که به سبب همکاری دگرخواهانه در میان اعضا، جمعیت افرادشان فزونی می‌یابد. مدل داروین مانند مدل افزایش شمار سنجاب‌های خاکستری در بریتانیا، به بهای کاهش سنجاب‌های قرمز است: مقصود او یک جایگزینی اکولوژیک است نه انتخاب گروهی واقعی.
در اوایل سدۀ بیستم، مشاهدات داروین از رفتار گروهی توسط دیگران در مطالعاتی که بر تکامل صفات و رفتارهای فیزیکی خاصی که به نظر می‌رسد برای گروه‌های اجتماعی مفید است، مورد بررسی قرار گرفت. اما در اواسط آن قرن، به دنبال ظهور نئوداروینیسم، که در آن نظریه انتخاب طبیعی داروین با ژنتیک (سنتز تکاملی مدرن) ترکیب شد، این ایده که انتخاب بر روی گروه‌ها عمل می‌کند تا حد زیادی رد شد. بسیاری از زیست‌شناسان فرگشتی موافق بودند که سازگاری از طریق انتخاب در سطح فرد و ژن پیامد بیشتری نسبت به انتخاب در سطح گروه دارد.
در دههٔ ۱۹۶۰ عموماً توافق بر این بود که این مورد حتی دربارهٔ حشرات اجتماعی مانند زنبورهای عسل نیز صدق می‌کند، که انتخاب خویشاوندان را تشویق می‌کند، زیرا کارگران ارتباط نزدیکی با هم دارند.
در دهه ۱۹۶۰، انتخاب گروه با انتشار کتاب پراکندگی جانوران در رابطه با رفتار اجتماعی (۱۹۶۲) دوباره ظاهر شد. این کتاب اثر جانورشناس بریتانیایی وی سی وین-ادواردز است. وین ادواردز استدلال کرد که تبعیت فردی از منافع خودخواهانه برای ارتقای رفاه گروهی را نمی‌توان با انتخاب فردی توضیح داد. او معتقد بود که این امر مخصوصاً برای رفتارهای نوع دوستانه مانند پرورش تعاونی که پراکندگی افراد کمک کننده را محدود می‌کند و به‌طور بالقوه موفقیت باروری آنها را محدود می‌کند، صادق است. به گفته وین-ادواردز، این محدودیت در نهایت به این معنی است که انتخاب گروه برای کنترل جمعیت عمل می‌کند و با تأثیرگذاری بر فرگشت نرخ تولیدمثل گونه‌ها، از آنها در برابر رشد بیش از حد محافظت می‌کند. با این حال، ایده وین ادواردز با ایده‌های نوظهور مرتبط با سنتز نئوداروین در تضاد بود و بسیاری از نمونه‌های او بر اساس افراد یا گروه‌های غیر منسجم انتخاب شده بود. ایده او توسط طرفداران مختلف انتخاب فردی و انتخاب ژن مورد حمله قرار گرفت، از جمله پرنده‌شناس بریتانیایی دیوید لک، زیست‌شناس فرگشتی آمریکایی جورج سی ویلیامز و زیست‌شناس فرگشتی بریتانیایی ریچارد داوکینز. با این حال، چندین دهه بعد، انتخاب گروهی علاقه دوباره ای به تفکر فرگشتی پیدا کرد - یعنی به عنوان عاملی در انتخاب چندسطحی، این ایده که نوع‌دوست‌ترین گروه‌ها در یک جمعیت از بیشترین موفقیت باروری برخوردار هستند و در نتیجه به فرگشت نوع‌دوستی در جمعیت دامن می‌زند.
در سال ۲۰۱۰، مارتین نواک، سی.ای. تارنیتا و ادوارد ویلسون در مورد انتخاب چند سطحی، از جمله انتخاب گروه، بحث کردند تا آنچه را که به عنوان نقص در قدرت توضیحی سازگاری فراگیر می‌دیدند، اصلاح کنند. پاسخی از ۱۳۷ زیست‌شناس فرگشتی دیگر استدلال می‌کند که «استدلال‌های آنها بر اساس درک نادرست نظریه فرگشت و ارائه نادرست ادبیات تجربی است.»

## انتخاب گروهی در دین
گزارش‌های مختلف فرگشت دین که اکنون ارائه می‌شود، پیشنهادها را به سه دسته تقسیم می‌کند:
1. مواردی که عمدتاً بر دین به عنوان بسط غیر سازگاری ظرفیت‌ها و گرایش‌های مختلف شناختی انسان تمرکز می‌کنند.
2. آنهایی که بر دین به عنوان یک سازگاری بیولوژیکی تمرکز می‌کنند که در ابتدا توسعه یافته و اکنون ادامه دارد زیرا مزایای تولید مثلی خالص را برای افراد یا گروه‌های مذهبی فراهم می‌کند.
3. و سرانجام آن دسته از گزارش‌هایی که معتقدند دین اساساً یک نوآوری فرهنگی است که به‌طور خاص نه در ظرفیت شناختی عمومی و نه در سازگاری زیستی ریشه ندارد.[۵]

ریچارد داوکینز می‌نویسد، برخی تبیین‌های غائی دین، به نظریه‌های «انتخاب گروهی» راه می‌برند. به نظر کالین رِنفرو، باستان‌شناس  بریتانیایی، مسیحیت به مدد نوعی انتخاب گروهی باقی مانده‌است، چون مسیحیت ایدهٔ وفادارای درون‌گروهی و عشق برادرانهٔ درون‌گروهی را تقویت می‌کند، و به مؤمنان کمک می‌کند تا به بهای زوال گروه‌های کمتر دیندار، پیروز شوند. دیوید اسلون ویلسون آمریکایی، مرجع دیگر نظریهٔ انتخاب گروهی، جداگانه به ایدهٔ مشابهی رسید و آن را در کتاب کاتدرال داروین شرح داده‌است. داوکینز چنین مثالی را برای این موضوع شرح می‌دهد: به فرض قبیله‌ای معتقد به ربّ‌النوع جنگجوی «خدای نبردها» باشد. این قبیله با قبایل رقیب در جنگ است. قبایل رقیب یا اصلاً خدایی ندارند یا خدایگان‌شان حامی صلح و صفا هستند. جنگجویانی که متعصبانه معتقد باشند که اگر در نبرد کشته شوند، خدای آنها مستقیماً آنها را به بهشت گسیل می‌کند، دلیرانه می‌جنگند، و مشتاقانه جان‌فشانی می‌کنند. پس قبایل مؤمن به این دین در نبرد با قبایل دیگر بخت بیشتری برای پیروزی، غارت اموال و احشام قبایل شکست خورده، و به کنیزی بردن زنان قبایل مغلوب دارند. قبایل موفق، بذر اعتقاد خود را در دل مغلوبان می‌کارند و آنان را به کیش خویش درمی‌آورند و آن قبایل دیگر هم به همین سیاق کیش دیگران را عوض می‌کنند، تا اینکه سرانجام همهٔ قبایل پرستندهٔ خدای قبیلهٔ واحدی شوند.

## دیدگاه ویلسون

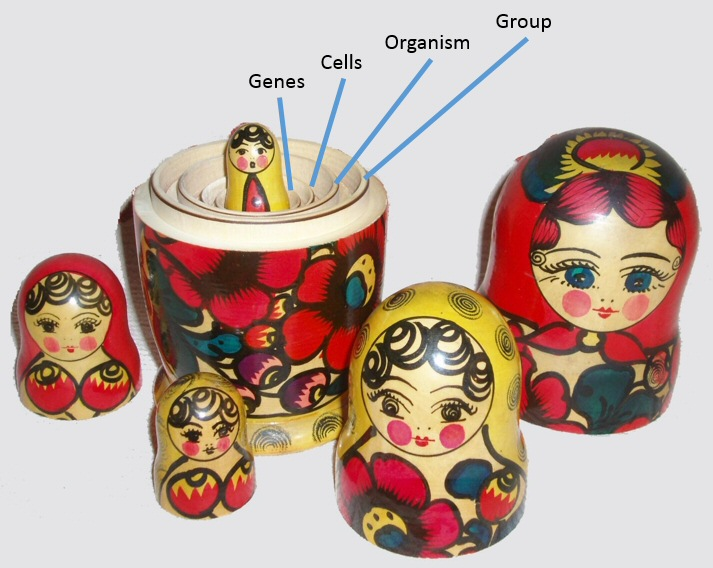
مدل انتخاب چندسطحی دیوید اسلون ویلسون در سال ۱۹۹۴، که توسط مجموعه ای تودرتو از عروسک‌های روسی ماتریوشکا نشان داده شده‌است. خود ویلسون مدل خود را با چنین مجموعه ای مقایسه کرد.

ویلسون استاد زیست‌شناسی فرگشتی هاروارد است که در اوایل دهه ۱۹۷۰ با مطالعه خود در مورد گونه‌های اجتماعی در کتاب‌های خود به نام انجمن‌های حشرات و زیست‌شناسی اجتماعی به شهرت رسید. او در سطح بین‌المللی به‌عنوان «پدر زیست‌شناسی اجتماعی» شناخته می‌شود و مرجع اصلی مورچه‌ها در جهان است. ویلسون طرفدار «تئوری انتخاب چند سطحی» است، که توسعه‌ای از ایده انتخاب خویشاوندی است، که معتقد است سایر اولویت‌های زیست‌شناختی، اجتماعی و حتی محیطی ممکن است در پس این فرایند باشند.
نظریه انتخاب گروهی در اواسط قرن بیستم در دوران سختی قرار گرفت و ویلسون قصد داشت آن را به جایگاه مناسب خود در میان طیف وسیعی از سطوح انتخاب بازگرداند. ویلسون لایه‌های رقابت و فرگشت را با مجموعه‌های تودرتوی ماتروشکاهای روسی مقایسه کرد. پایین‌ترین سطح ژنها است، بعد سلول، سپس سطح جاندار و در نهایت گروه‌ها می‌آیند. سطوح مختلف برای به حداکثر رساندن سازگاری یا موفقیت باروری به‌طور منسجم عمل می‌کنند. این نظریه ادعا می‌کند که انتخاب برای سطح گروهی، که شامل رقابت بین گروه‌ها می‌شود، باید بیشتر از سطح فردی باشد، که شامل افرادی است که در یک گروه رقابت می‌کنند تا یک ویژگی سودمند گروهی گسترش یابد.
ویلسون می‌گوید «اخلاق، مذهب، خلاقیت اساساً به دلیل پدیده ای به نام رفتار اجتماعی ماهیت بیولوژیکی دارند. انتخاب گروهی یا رقابت شدید بین گروه‌ها به رشد بهترین خصلت‌های طبیعت انسان کمک کرد. توانایی ما برای اتحاد و همبستگی، نشان دادن رحمت، شفقت، به خطر انداختن جان خود برای کسی که مرتبط نیست، بهترین ویژگی‌ها.» اساساً هر اصل در یک نظام دینی که به نظر می‌رسد فعالیت‌های مشارکتی درون گروهی را تقویت می‌کند که مزایای «سکولار» را به همراه دارد، می‌تواند به عنوان داده‌ای در حمایت از نظریه او استفاده شود. به عقیده او موفق‌ترین گروه‌ها راه‌هایی را برای حفظ انسجام درون گروهی پیدا می‌کنند و در عین حال به سازمانی دست می‌یابند که به‌طور مؤثر در رقابت برون گروهی سازگار باشد.
ویلسون استدلال می‌کند که توجه به انتخاب گروه با ظهور دین مرتبط است زیرا مذهب به‌طور مرکزی به رفتارهای اجتماعی و نوع‌دوستانه توجه دارد. نوع‌دوستی - پدیده یک ارگانیسم فردی لست که ظاهراً به شیوه‌هایی رفتار می‌کند که با هزینه خود به موفقیت تولیدمثلی دیگران کمک می‌کند. ویلسون اشاره می‌کند که نوع‌دوستی که در سطح کاملاً فردی گرفته می‌شود، در واقع باید به نحوی به منفعت مستقیم تولید مثلی فردی دیگر منجر شود. با این حال، در نظر گرفتن نوع دوستی در زمینه انتخاب گروهی ممکن است به جهت متفاوتی منتهی شود - نوع دوستی واقعی افراد با توجه به سایر افراد یک گروه ممکن است منطقی باشد اگر به سازگاری کلی گروه نسبت به سایر گروه‌های رقیب کمک کند. مشکل اصلی این راه حل در سطح گروه برای وجود نوع دوستی واقعی، مشکل «متقلب‌ها» یا «سواران آزاد» در درون گروه است. در یک زمینه گروهی، افرادی که از نوع دوستی دیگران در گروه سود می‌برند، اما خود از دادن هزینه اجتناب می‌کنند، مزیت قابل توجهی خواهند داشت. اگر به چنین کلاهبردارانی اجازه داده شود که «ترقی کنند»، در نهایت افراد نوع‌دوست در گروه، در مقابل سایر افراد گروه که از آنها سوء استفاده می‌کنند، قرار می‌گیرند و در نهایت، نوع‌دوستی درون گروهی حفظ و پایدار باقی نمی‌ماند.
در بسیاری از موارد، او از معیارهای سنتی «فایده سکولار» استفاده می‌کند تا نشان دهد که باورهای درون گروهی نظام‌های دینی مختلف مزایای تکاملی آشکاری را برای یک گروه نسبت به گروه‌های دیگر به همراه دارد. رشد کلیسای اولیه از طریق تشویق مستقیم آن به خانواده‌های پرجمعیت (تولید مثل) و مراقبت اعضای کلیسا از یکدیگر (بقای متفاوت) از طریق دو بلای بزرگی که امپراتوری روم را در قرون اولیه مسیحیت فرا گرفت، به عنوان نمونه آورده شده‌است. او به مطالعاتی در مورد نقش کلیساهای کره ای در ایالات متحده در ارائه انواع مزایای ملموس برای مهاجران جدید که به گروه‌های کلیسا می‌پیوندند، اشاره می‌کند.

## نقد
اکثریت قریب به اتفاق زیست‌شناسان رفتاری با تلاش‌های مجدد برای بررسی مجدد انتخاب گروهی به عنوان مکانیزم قابل قبول فرگشت متقاعد نشده‌اند.
روان‌شناس استیون پینکر بیان می‌کند که «انتخاب گروهی هیچ نقش مفیدی در روان‌شناسی یا علوم اجتماعی ندارد»، زیرا در این حوزه‌ها اجرای دقیق تئوری انتخاب طبیعی نیست.
داوکینز می‌نویسد من طرفدار نظریه انتخاب گروهی نیستم. برخی زیست‌شناسان انتخاب گروهی حقیقی را با آنچه که خودشان انتخاب گروهی می‌خوانند، اشتباه می‌کنند. اما با نظر دقیق‌تر می‌توان دید که مقصود آنان از انتخاب گروهی، در واقع یا دگرخواهی دوسویه است یا انتخاب خویشاوندان. از طرفی دیگر حتی کسانی هم که نظر خوشی به انتخاب گروهی ندارند، می‌پذیرند که این پدیده اصولاً شدنی است. پرسش این است که آیا این پدیده یک نیروی مهم در فرگشت هست یا نه. شاید اگر بیان و توصیف انتخاب گروهی را در سطوح پایین‌تر بررسی کنیم — مانند وقتی که برای تبیین فداکاری به انتخاب گروهی متوسل می‌شویم — استوارتر و پذیرفتنی‌تر به نظر می‌رسد. تصور کنید که در سپاه آن قبیله‌ای، که همگی شهادت‌طلب و شیفته کسب ثواب اخروی‌اند جنگجوی خودخواهی باشد که فقط اندکی کمتر از بقیه مشتاق پیروزی به بهای فدا کردن جان شیرین است. به‌طور متوسط، شهادت هر یک از رزمندگان به این جنگجوی خودپسند بیشتر فایده می‌رساند تا به خود آن شهدا، چون آنان زنده نمی‌مانند تا از مواهب این جهانی شهادت خود بهرمند شوند. پس بخت تولیدمثل جنگجوی خودپسند بیش از رزمندگان مخلص‍تر است، و ژن‌های پرهیز از شهادت او، بخت بیشتری برای انتقال به نسل بعدی دارند؛ بنابراین تمایل به شهادت در نسل‌های بعدی کاهش می‌یابد. این یک مثال خیلی ساده شده بود، اما یک مشکل همیشگی نظریه‌های انتخاب گروهی را نشان می‌دهد.
داوکینز در مقاله تبار ادوارد ویلسون می‌نویسد، بر اساس مقاله ای در سال ۲۰۱۰ است که او به‌طور مشترک با دو ریاضیدان به نام‌های مارتین نواک و کورینا تارنیتا منتشر کرد، تز ویلسون انتشار یافت و انتقاد شدید بیش از ۱۴۰ زیست‌شناس فرگشتی، از جمله اکثریت برجسته‌ترین دانشمندان در این زمینه را برانگیخت. هیچ‌کس شک ندارد که برخی از گروه‌ها بهتر از دیگران زنده می‌مانند. چیزی که بحث‌برانگیز است این ایده است که بقای گروهی متفاوت، فرگشت را پیش می‌برد، همان‌طور که بقای فردی متفاوت انجام می‌دهد. به استثنای یک قسمت غیرعادی در هبوط انسان داروین پیوسته انتخاب طبیعی را انتخاب بین ارگانیسم‌های منفرد می‌دانست. بدون شک سنجاب خاکستری آمریکایی، سنجاب قرمز بومی بریتانیا را به سمت انقراض سوق می‌دهد، زیرا اتفاقاً مزایای خاصی دارد. این بقای گروه افتراقی است. اما شما هرگز در مورد هیچ بخشی از یک سنجاب نمی‌گویید که برای ارتقای بقای سنجاب خاکستری نسبت به رنگ قرمز فرگشت یافته‌است. ویلسون در مورد سنجاب‌ها هیچ چیز احمقانه ای نمی‌گوید. او متوجه نمی‌شود که آنچه می‌گوید، اگر آن را با دقت بررسی کنید، به همان اندازه غیرقابل قبول و بدون شواهد است.
جورجی کونتگز یکی از متخصصان فرگشت از دانشگاه وارویک، مشکل اصلی عدم امکان تعریف «سازگاری» (fitness) است، چه در ارگانیسم‌ها، اندام‌ها، سلول‌ها، ژن‌ها یا حتی در مناطق تنظیم کننده دی‌ان‌ای ژن. او می‌گوید این یک فانتزی است. چیزی به نام ژن خوب یا بد وجود ندارد. ژن‌ها در زمینه‌های مختلف مورد استفاده قرار می‌گیرند و مجدداً مورد استفاده قرار می‌گیرند، که هر یک ممکن است ارزش تناسب کلی متفاوتی برای یک ارگانیسم یا یک گروه خاص داشته باشد. داروین در اواخر زندگی خود گفت که ای کاش نظریه خود را به جای انتخاب، «حفظ طبیعی» می‌نامید، اما حتی حفظ برخی ژن‌ها در طول اعصار دلیلی بر خوب بودن آنها نیست.